# Entreprise Leblan
La famille Le Blan est l’une des grandes  dynasties d’industriels du textile du Nord alliée à d’autres entrepreneurs notamment la famille Wallaert. L’entreprise  principalement établie à Lille dans les quartiers de Moulins et Canteleu cessa toute activité en 1995.
Les anciennes usines ont été reconverties en locaux universitaires, église, théâtre et médiathèque à Moulins, entreprises de nouvelles technologies à Canteleu.

## L'entreprise auXIXesièclejusqu'à la Première Guerre mondiale

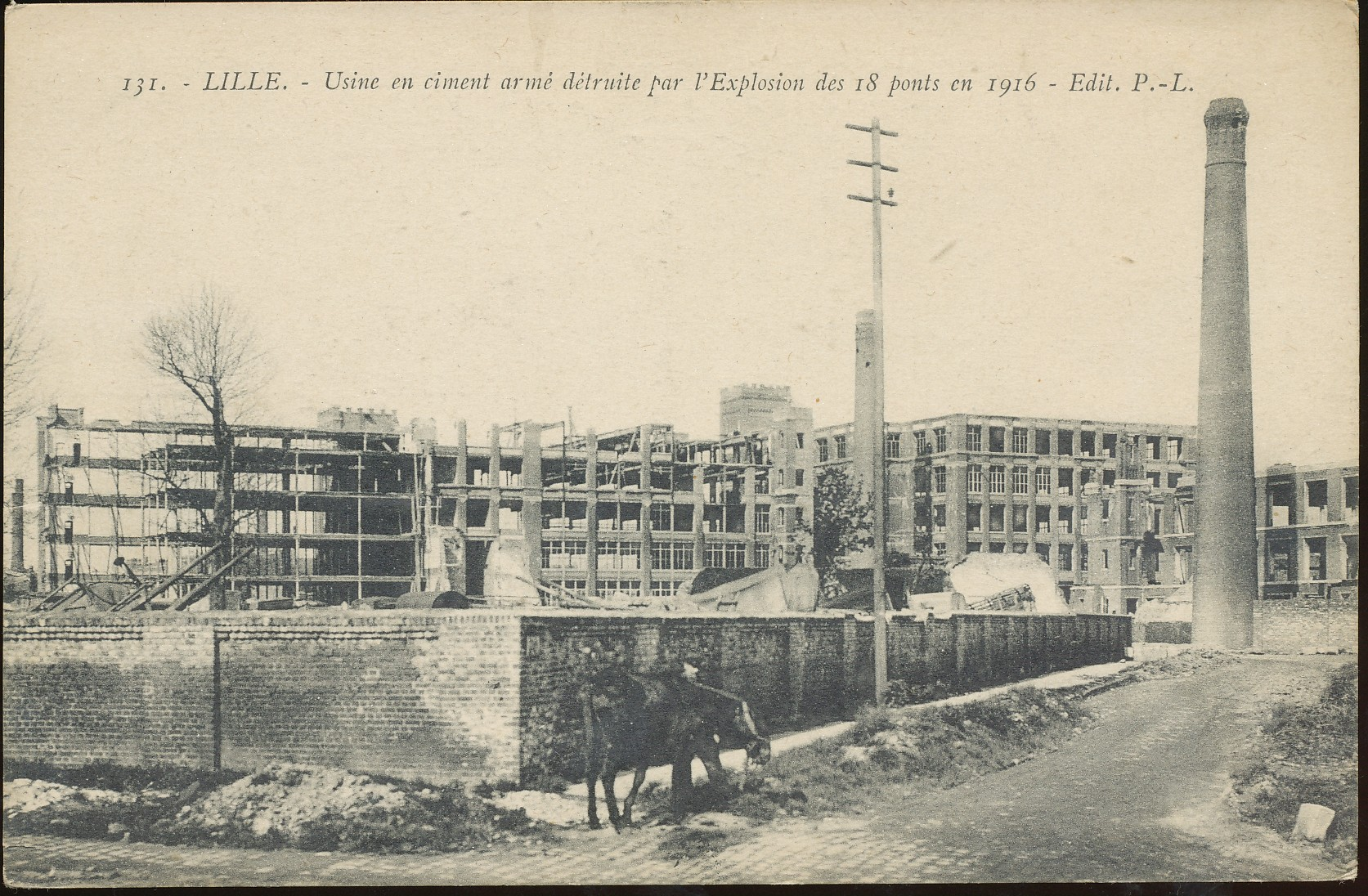
Usine en ciment armé détruite par l'« explosion des 18 ponts » en 1916.

Julien-Thimotet Le Blan, fils d’un négociant en toile né le 16 décembre 1793, crée une première filature de coton à Lille en 1835, ensuite une filature de lin à Pérenchies qui fit faillite, rachetée en 1849 par Donat Agache et Florentin Droulers, puis encore une filature de lin à Lille avec ses deux fils en 1851. 
Une société en nom collectif est créée en 1871 entre Achille Wallaert et deux frères Le Blan.
L’entreprise transmise de génération en génération avec des scissions de sociétés dans la famille suivies de recompositions se développa à La Madeleine et à Moulins-Lille où les filatures de lin et de coton étaient les plus importantes usines de ce quartier avec celles de l’entreprise Wallaert,.
Le personnel comprenait beaucoup d’enfants au XIXe siècle puis fut majoritairement féminin.
Les bâtiments datent du milieu du XIXe siècle pour les plus anciens en murs de briques, autour de 1900 pour ceux à structure en béton armé.
En 1916, les usines de Moulins endommagées par l’explosion du dépôt de munitions des dix-huit ponts furent reconstruites après la Première Guerre mondiale.

## De 1920 à la disparition
La société devient une société en commandite par actions Le Blan et Cie en 1920 qui reprend la Cotonnière de Lille, entreprise créée en 1896 dont les usines sont situées dans le quartier de Canteleu. La filature Lafont à proximité est une filiale de la société Le Blan. Les usines continuent à s’étendre jusqu’en 1930 .
En 1956, l’entreprise qui a toujours pour activité la filature, la retorderie et le tissage du coton et des matières de remplacement emploie 1 945 salariés au siège social et ses usines du 165 avenue de Bretagne, du 50 rue Hegel dans le quartier de Canteleu, 59 et 84, rue de Trévise (filature et retorderie-tissage) à Moulins-Lille et de Mantes-la-Ville en région parisienne (filature). 
Le site de Canteleu employa jusqu'à 4 000 salariés.
Les ouvrières arrivaient pour beaucoup en cars au départ de la région minière.
La société absorbe en 1981 les filatures Delesalle-Desmedt de Lomme, Desurmont et Cie de Tourcoing, Wallaert Frères de Lille, puis, en 1985, la société Filauchy d'Auchy-les Hesdin. 
La société dépose son bilan et est mise en liquidation judiciaire en 1989.
La dernière filature de Moulins poursuit cependant son activité quelque temps puis ferme définitivement en février 1995
.
La famille Le Blan qui a abandonné l'industrie a formé un holding qui possède la majorité du capital du Furet du Nord.

## La reconversion des anciennes usines

### Moulins
La faculté des sciences juridiques, politiques et sociales de l'Université Lille-II s’installe en 1995 dans les locaux rénovés d’une des anciennes filature Le Blan avec entrée aménagée place Déliot. 
L’institut d’études politiques de Lille s’installe en 1996 également dans une filature Le Blan 84 rue de Trévise avant de s'établir en 2017 dans les locaux de l'ancienne faculté des lettres rue Angellier.
Celle située entre la rue de Douai et la rue de Fontenoy est aménagée pour recevoir l'église Saint-Vincent-de-Paul précédemment établie place Déliot détruite en 1983. Un théâtre, (Le Prato), une médiathèque et des logements sont réalisés dans cette très vaste usine, (190 m de long, 19 de large, 18 de haut, 20 000 m² sur quatre niveaux, en excellent état), fermée en 1967.

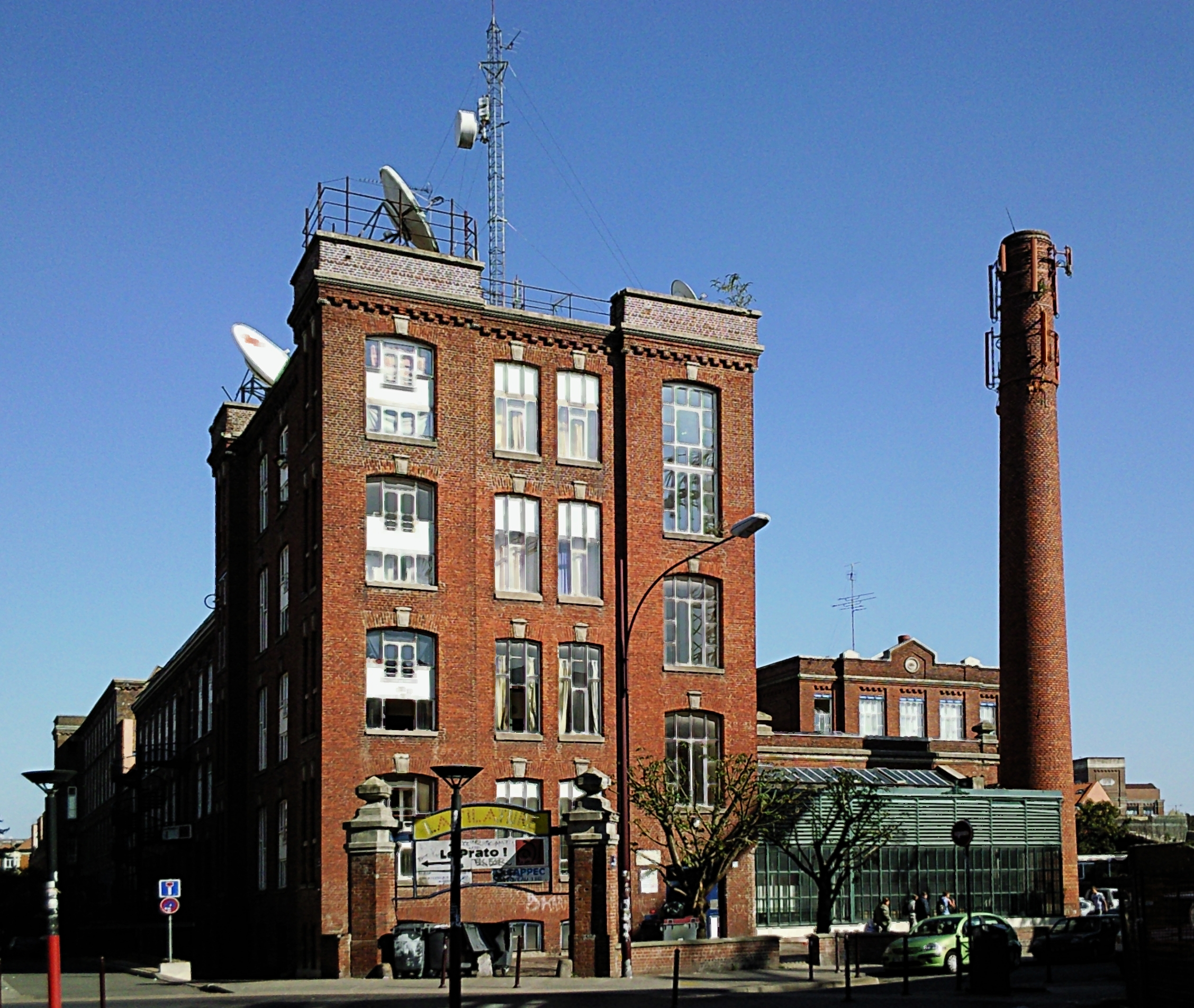
Lille La Filature
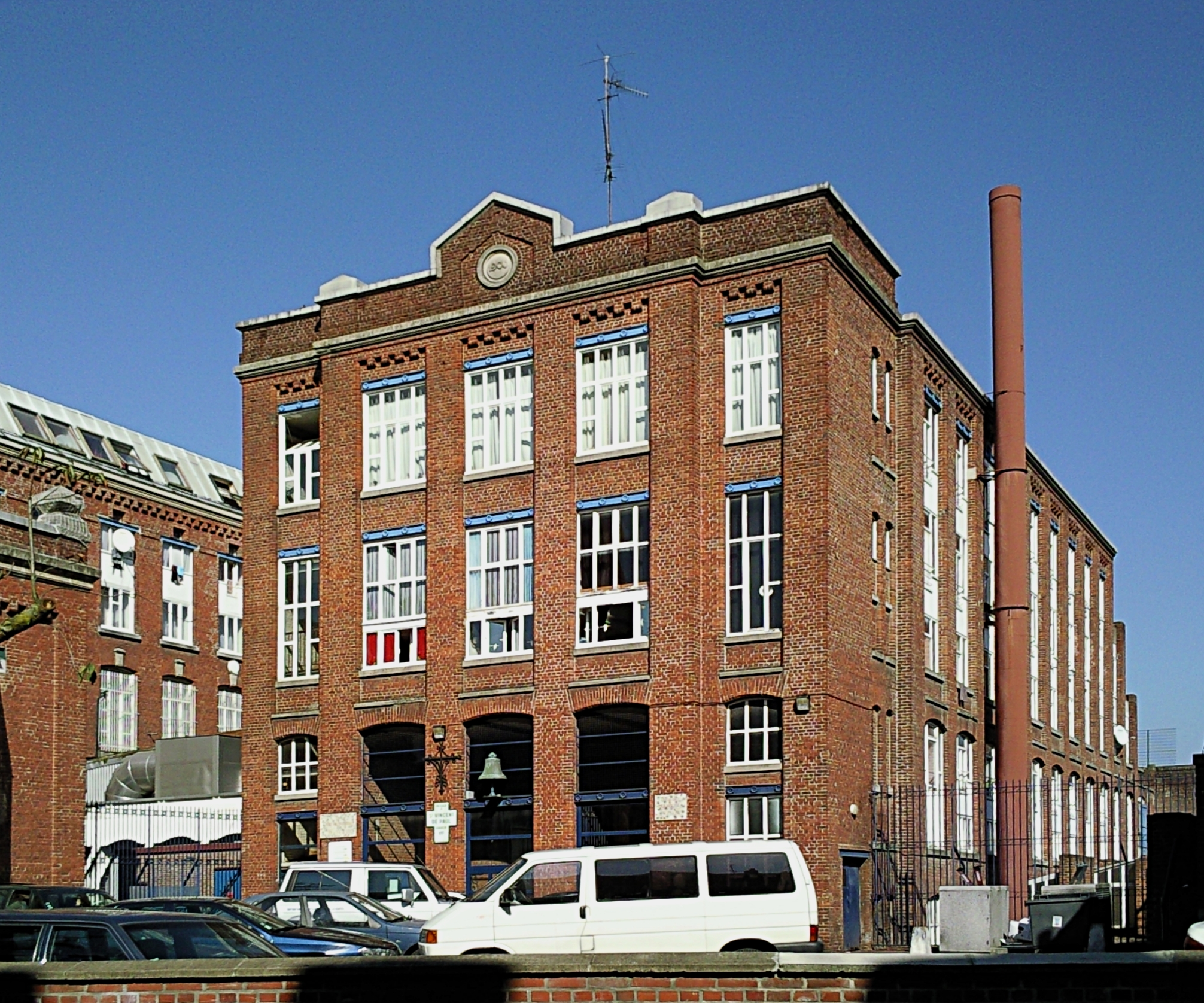
L’église  St Vincent de Paul dans l'ancienne filature
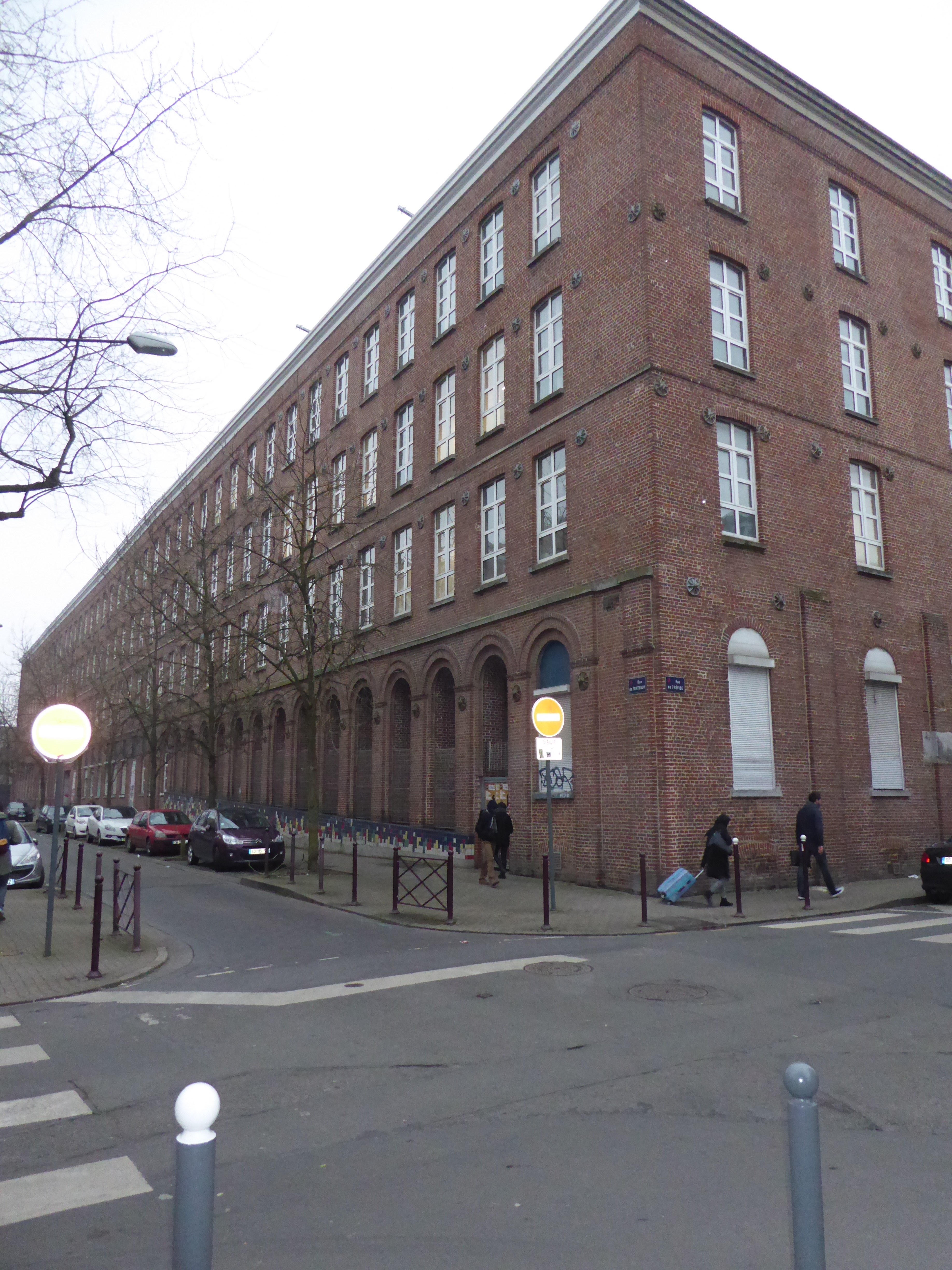
Ancienne filature Le Blan à l'angle des rues de Trévise et de Fontenoy. Université Lille II

### Canteleu
Après leur fermeture en 1989, les bâtiments sont abandonnés pendant près d'une vingtaine d’années.
La communauté urbaine Lille Métropole choisit en 2006 ce site d'une centaine d'hectares pour en faire un pôle d'excellence des nouvelles technologies de l'information et de la communication, EuraTechnologies. 
Les anciennes usines furent aménagées à partir de 2006 en gardant la structure (murs de briques, poteaux de fonte et planchers de béton) de ces châteaux de l’industrie. EuraTechnologies accueille en 2016 150 entreprises représentant 2300 emplois avec pour objectif de recréer les 4000 emplois de l’ancien site industriel.

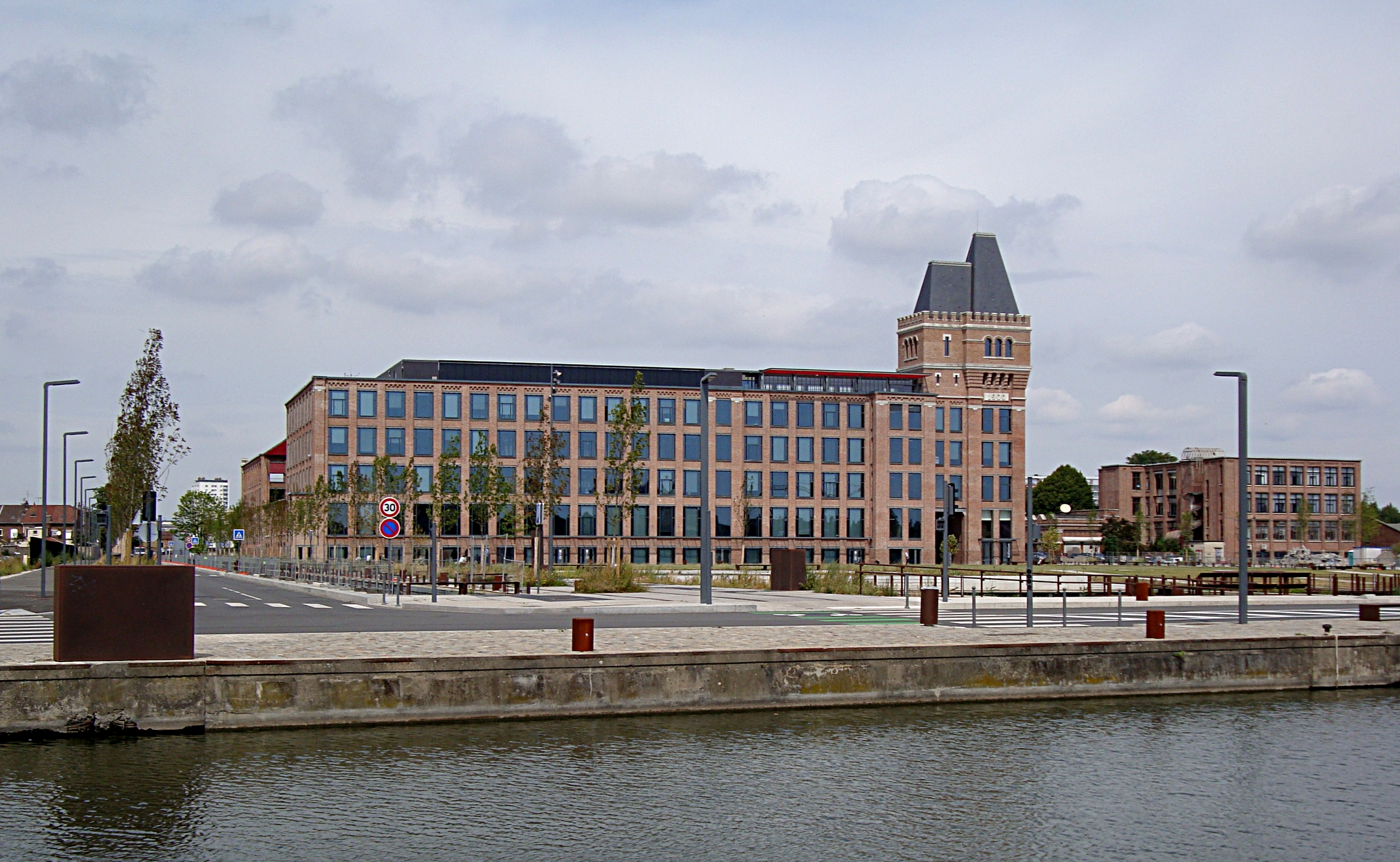
Lille Euratechnologies
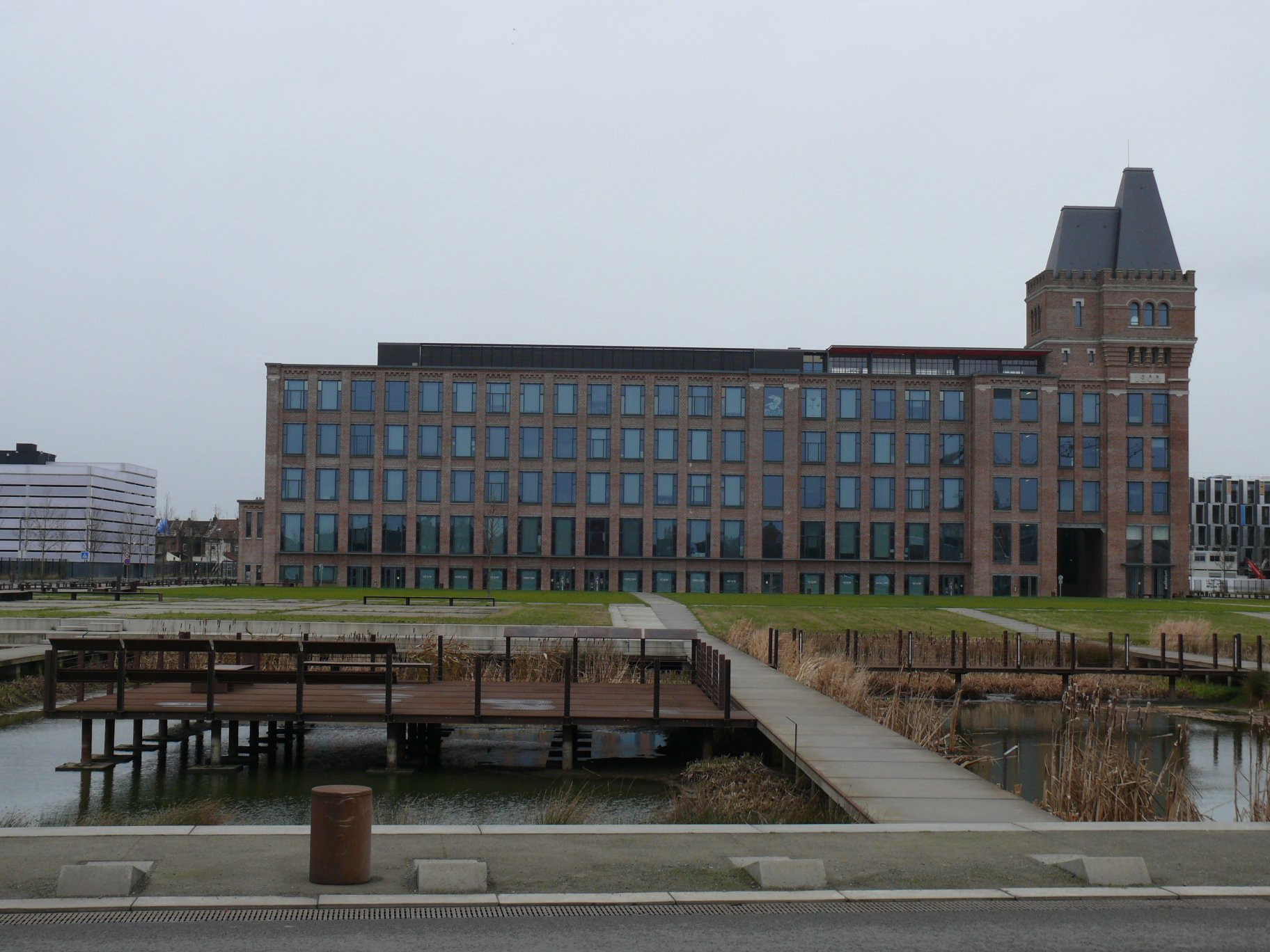
Lille - EuraTechnologies
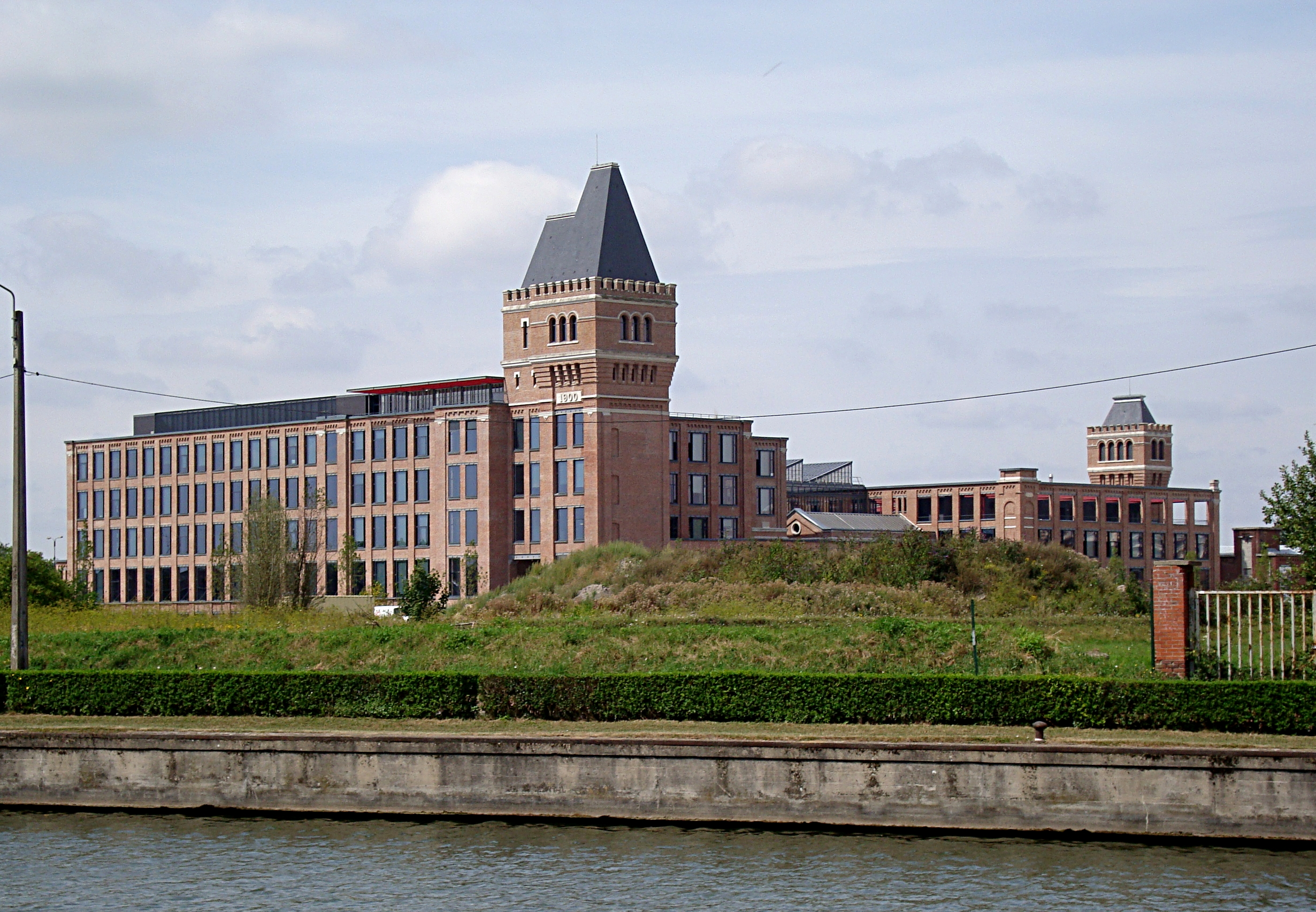
Lille Euratechnologies
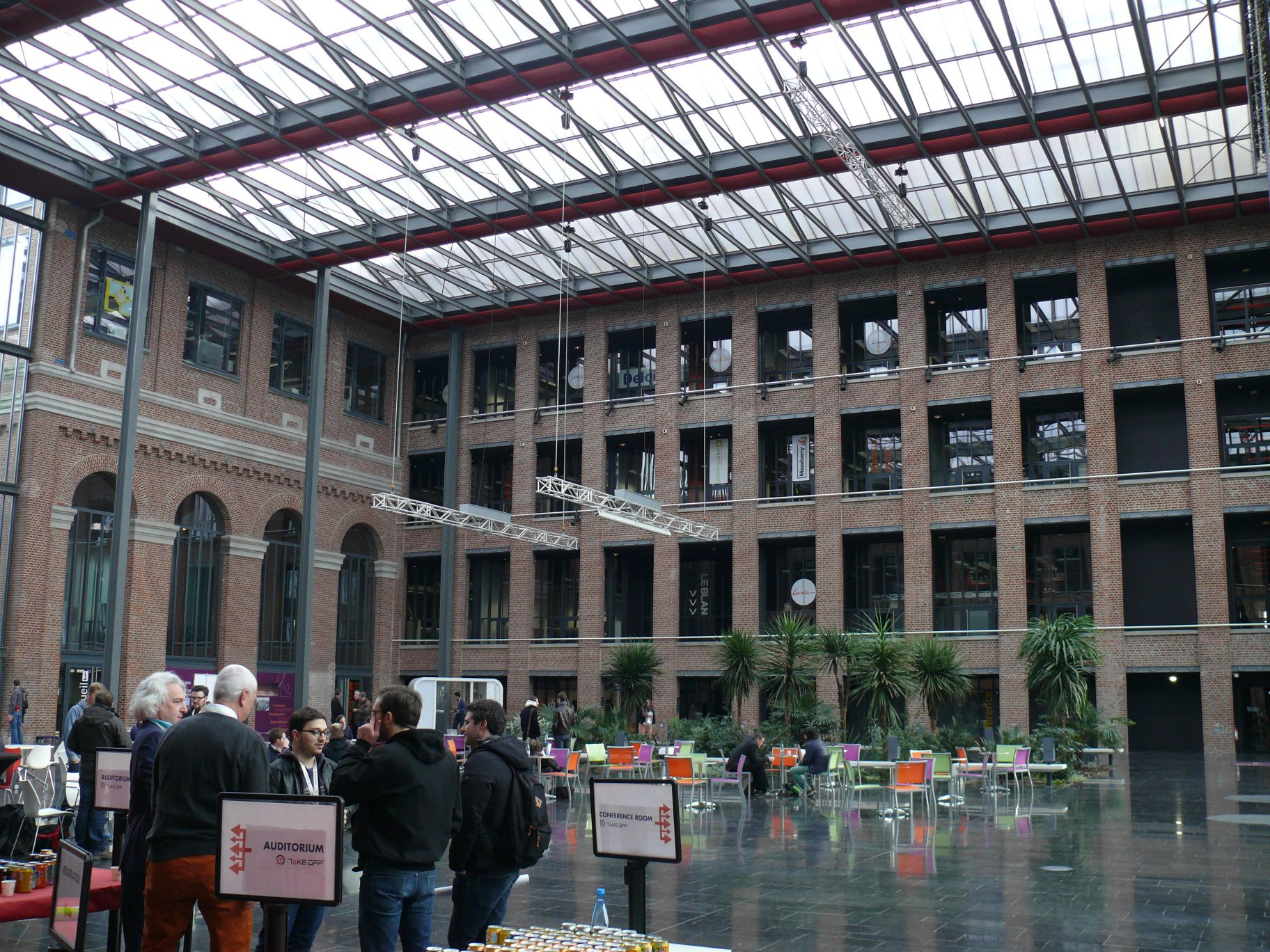
Lille - EuraTechnologies intérieur

## Pour approfondir